# باقرآباد کرد
باقرآباد کرد، روستایی از توابع بخش بشاریات شهرستان آبیک در استان قزوین ایران است.

## ریشه
در زمانی که کرد های ایل بزرگ مافی به مناطق 20 کیلومتری آبیک و 30 کیلومتری قزوین مهاجرت کردند،به چند گروه تبدیل شدند. گروهی در روستای کوندج کنونی ساکن شدند. گروهی دیگر در کوهپایه قله کوه سبز پوش با کندن قسمتی از کوه و ساکن شدن در آنجا نامِ روستای منحل شده ی یاس بلاغرا به خود گرفتند. 
مردم یاسوراخ به مرور زمان برای راحت تر شدن کشاورزی و دام داری خود (و به دلایل دیگر) به به مضارع پایین دست خود آمدند. مضارع پر آب پایین دست که پایین تر از خط راه آهن بود ساکن شدند و روستای مالی آباد را تشکیل دادند. 
به مرور زمان اما اختلاف بین خان های روستا موجب جدای تدریجی گروه ها و مردم پیرو خان ها شد. گروهی به کمی پایین تر از همان جای قبلی(یاس بلاغ) رفتند و روستای تازه آباد را تاسیس کردند. و روستاهای بهرام آباد ، زاغه ، حاج تپه ، قزانچال ، میان کوه ، حسین آباد کرد و... به تدریج تشکیل شدند که از اولین گروه هایی که از مالی آباد جدا شدند مردمِ باقر خان مافی بودند که به سبب ایشان روستای تازه تاسیس شده شان را به نام باقر آباد کرد نام گذاری کردند.

## آب و هوا
آب و هوای این روستا در تابستان نسبتاً گرم و در زمستان سرد است. میزان بارش سالیانه حدود ۳۰۲ میلیمتر و دمای متوسط هوا ۱۹درجه سانتی‌گراد است
وجود مزارع کشاورزی، باغات و دشتهای پهناور حاصلخیز آب و هوای خوبی را برای این روستا به ارمغان آورده‌است و بر خلاف شهر آبیک به دلیل فاصله ۳۰ کیلومتری از سیمان آبیک دارد هوای پاکیزه و سالمی دارد و گزارشی از آلودگی هوا در این قریه وجود ندارد.

## جمعیت
این روستا در دهستان بشاریات شرقی قرار دارد و براساس سرشماری مرکز آمار ایران در سال ۱۳۸۵، جمعیت آن ۴۳۹ نفر (۱۰۷خانوار) بوده‌است.

## بزرگان
- باقر خان مافی
- کدخدا قاسم
- مش شمس الله مافی
- هیبت الله مافی
- مش غلام مافی
- حاجی عبدالله زبهد
- مش یعقوب مافی
- جان محمد مافی
- مش ید الله مافی
- مش صفت مافی پدر مشهدی عباد
- عین الله مافی پدر مد حسن
- آغاجان مافی پدر مش رجب
- حاجی کریم مافی
- کدخدا رمضان
- اصلان مافی پدر اصغر پیری